# Casino Cup Hittfield 1982
Il Casino Cup Hittfield 1982 è stato un torneo di tennis giocato sulla terra rossa. È stata la 1ª edizione del torneo, che fa parte del WTA Tour 1982. Si è giocato all'Am Rothenbaum di Amburgo in Germania dal 5 all'11 luglio 1982.

## Campionesse

### Singolare
Lisa Bonder ha battuto in finale  Renáta Tomanová con il punteggio di 6–3, 6–2

### Doppio
Elizabeth Ekblom /  Lena Sandin hanno battuto in finale  Pat Medrado /  Cláudia Monteiro con il punteggio di 7–6, 6–3